# Aron (Adolf) Steinwurzel
Aron (Adolf) Steinwurzel (ur. ok. 1867 w Warszawie, zm. 27 października 1931 tamże) – polski fotograf żydowskiego pochodzenia, wybitny portrecista, wieloletni (ok. 1894–1928) właściciel zakładu fotograficznego Rafael (Raphael) przy ulicy Długiej 40 w Warszawie.

## Życiorys
W roku 1897 poślubił Reginę Majorkiewicz (1868–1930), córkę znanego włocławskiego fotografa Wolfa Majera Majorkiewicza (1828–1905), od 1896 roku właściciela zakładu fotograficznego przy placu Krasińskich 3 w Warszawie. Ojciec operatorów filmowych Seweryna Steinwurzela i Jerzego Stena.
W 1928 roku Salon Fotografii Artystycznej Rafael przeniósł się z pałacu Pod Czterema Wiatrami (zakupionego na potrzeby utworzenia siedziby Ministerstwa Pracy i Opieki Społecznej) do nowego lokalu przy ulicy Tłomackie 1. Po śmierci ojca zakład fotograficzny prowadzili prawdopodobnie synowie, choć z uwagi na zainteresowania filmowe i pracę dla wytwórni Leo-Film, zapewne sami nie angażowali się już w pełnym stopniu w rzemiosło fotograficzne. Książki adresowe z okresu II wojny światowej jako właścicielkę atelier podają Halinę Skowrońską-Macherską.
Aron Steinwurzel został pochowany na cmentarzu żydowskim na Woli w Warszawie (sektor 31-14-7).